# ГЕС Suǒertóu
ГЕС Suǒertóu (锁儿头水电站) — гідроелектростанція на півночі Китаю у провінції Ганьсу. Знаходячись після ГЕС Liángfēngké, входить до складу каскаду на річці Байлун, правій притоці Цзялінцзян, яка, своєю чергою, є лівою притокою Цзіньші (верхня течія Янцзи).
У межах проекту річку перекрили бетонною гравітаційною греблею висотою 13 метрів та довжиною 128 метрів. Вона утримує водосховище з об'ємом 0,4 млн м3 та нормальним рівнем поверхні на позначці 1383 метра НРМ.
Зі сховища через правобережний гірський масив прокладено дериваційний тунель завдовжки 2,7 км та діаметром 7,4 метра, який переходить у напірний водовід з діаметром 7 метрів. Основне обладнання станції становлять три турбіни типу Френсіс потужністю по 22 МВт, яки використовують напір від 51 до 59 метрів (номінальний напір 53 метра) та забезпечують виробництво 294 млн кВт-год електроенергії на рік.